# Иудаизм в Сан-Томе и Принсипи

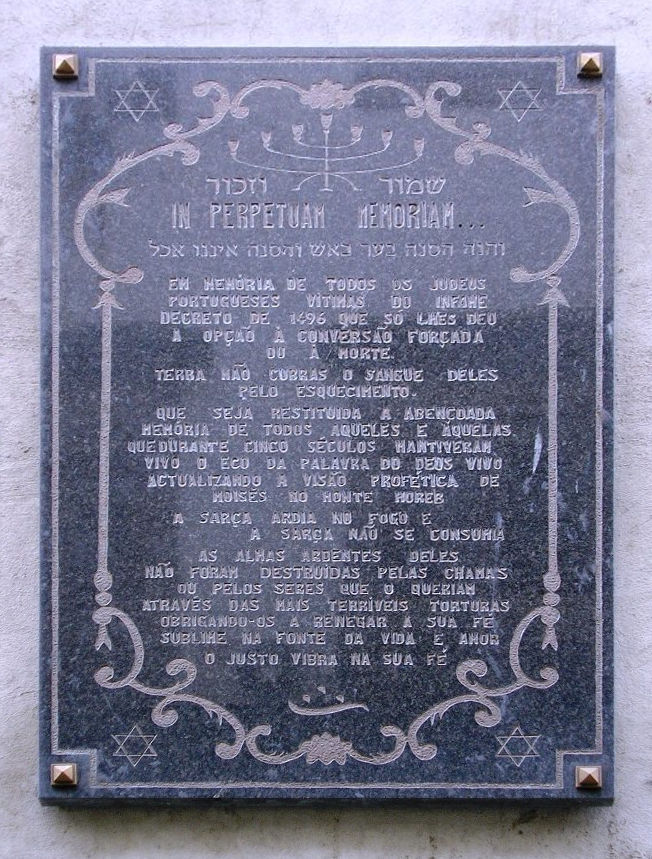
Памятная табличка о выселении еврейских детей на Сан-Томе в городе Порту

Иудаизм в Сан-Томе и Принсипи появился в XV веке, когда на остров Сан-Томе были переселены дети португальских евреев. В наше время его исповедует не более 0,1 населения этой страны.

## История
В 1496 король Мануэл I начал кампанию насильственного крещения евреев. В 1497 году 2000 еврейских детей в возрасте от 2 до 10 лет были высланы на острове Сан-Томе, где в отрыве от семьи им давали католическое воспитание. Через пять лет только 600 из 2000 детей остались в живых. Несмотря на все усилия католических священников, часть детей продолжала придерживаться иудаизма. В начале XVII века католический епископ Сан-Томе Педро да Кунья Лобо жаловался на «проблему иудаизма» на острове. В XIX—XX веке существовал определённый приток еврейских купцов, занимавшихся торговлей какао и сахара. Некоторые из них похоронены на кладбищах Сан-Томе и Принсипи.

## Современное положение
Потомки еврейских детей остались жить на острове. В Сан-Томе и Принсипи до сих пор встречаются темнокожие люди с семитскими чертами лица и можно услышать легенды из Ветхого завета. Некоторые еврейские обычаи были восприняты культурой креольского населения островов. По данным Pew Research Center количество иудеев в Сан-Томе и Принсипи составляет 0,1 % от населения этой страны.